# Rudolf Schick (Agrarwissenschaftler)
Rudolf Schick (* 9. April 1905 in Berlin; † 13. September 1969 in Rostock) war ein deutscher Agrarwissenschaftler und Hochschullehrer.

## Leben
Dr. agr. Rudolf Schick war ein Sohn des Ingenieurs Georg Schick und dessen Ehefrau Anna geb. Schaum. 1923 legte er in Berlin-Schöneberg das Abitur ab und war danach bis 1925 Landwirtschaftslehrling in Rosenhagen bei Burg Stargard  und auf der Insel Poel auf dem Gut von Hans Lembke. Auf die Lehre folgte von 1925 bis 1928 ein Studium der Landwirtschaft an der Landwirtschaftsschule Weihenstephan und der Landwirtschaftlichen Hochschule Berlin. In Berlin schloss er das Studium mit dem Diplom ab. Erwin Baur gehörte hier zu seinen Lehrern. Ab 1929 war Rudolf Schick Assistent, später Abteilungsleiter am Kaiser-Wilhelm-Institut für Züchtungsforschung im brandenburgischen Müncheberg. 1929 wurde er mit dem Thema Kopplungen bei Antirrhinum majus zum Dr. agr. promoviert. 1930 bis 1931 unternahm er eine Forschungs- und Sammelreise durch Südamerika. Zum 1. Mai 1937 trat er der NSDAP bei. Nachdem er 1936 aus politischen Gründen entlassen worden war, übernahm er bis 1945 die Leitung der Saatzuchtwirtschaft Neu Buslar im Kreis Belgard (Pommern) auf dem Gut von Hans Lembke.
Nach Kriegsende war Rudolf Schick bis 1948 stellvertretender Saatzuchtleiter auf dem Saatzuchthauptgut Malchow auf Poel. Danach baute er das Institut für Pflanzenzüchtung in Groß-Lüsewitz bei Rostock auf und war dessen Direktor. 1948 ernannte die Deutsche Wirtschaftskommission ihn zum Professor und von 1951 bis 1969 war er als Professor an der Universität Rostock tätig. Ab 1958 war diese Tätigkeit auf eigenen Wunsch nebenamtlich. Von 1951 bis 1958 war er Institutsdirektor, von 1953 bis 1956 Dekan und 1959 bis 1965 Rektor der Universität Rostock.
Am 12. Oktober 1934 heiratete Rudolf Schick Hanna Marie Luise Caroline Lembke (1906–1945). Aus dieser Ehe stammen sechs Kinder, darunter der Chemiker Hans Schick. Nach dem Tod seiner Ehefrau heiratete  er 1946 Erika Hochstetter. Mit ihr hatte er drei Kinder, darunter der Physiker Christoph Schick.

## Mitgliedschaften und Funktionen
- 1945–1948 kommissarischer Leiter für Pflanzenzüchtung und Saatguterzeugung in der Deutschen Saatgutgesellschaft Schwerin
- 1951–1962 Sekretar der Sektion Pflanzenbau, Pflanzenzüchtung und Pflanzenschutz und der Sektion Landwirtschaftliches Versuchs- und Untersuchungswesen der Deutschen Akademie für Landwirtschaft (DAL)
- 1952–1967 Mitglied des erweiterten Präsidiums der DAL
- 1952–1953 Vorsitzender der DAL-Kommission zur Unterstützung der Landwirtschaftlichen Produktionsgenossenschaften
- 1952–1957 Vorsitzender des Bezirksvorstandes Rostock des Kulturbundes der DDR und Mitglied des Präsidialrates
- 1953–1959 1. Vorsitzender der Gewerkschaft Wissenschaft des Bezirkes Rostock und Mitglied des Zentralvorstands der Gewerkschaft Wissenschaft
- 1963–1969 Sekretar der Sektion Pflanzenzüchtung der DAL
- 1963–1966 Mitglied des Landwirtschaftsrates beim Ministerrat der DDR
- ab 1963 Vizepräsident des Kulturbundes
- ab 1965 Vorsitzender des Wissenschaftlichen Beirates für Landwirtschaftswissenschaften beim Staatssekretariat für das Hoch- und Fachschulwesen
- ab 1966 Mitglied des Hoch- und Fachschulrates beim Staatssekretariat für das Hoch- und Fachschulwesen
- 1967–1969 Vorsitzender der DAL-Kommission für Pflanzenproduktion
- 1967–1969 Mitglied des Präsidiums der DAL
- 1968 Mitglied des Rates für landwirtschaftliche Produktion und Nahrungsgüterwirtschaft der DDR
- Redaktionsmitglied der Zeitschrift „Der Züchter“

## Ehrungen
- 1951 Nationalpreis der DDR II. Klasse (gemeinsam mit Hans Lembke)
- 1955 Fritz-Heckert-Medaille
- 1959 Vaterländischer Verdienstorden in Silber
- 1961 Johannes-R.-Becher-Medaille
- 1961 Banner der Arbeit
- 1962 Ehrennadel der Gesellschaft für Deutsch-Sowjetische Freundschaft in Gold
- 1964 Erwin-Baur-Medaille
- 1965 Ernst-Moritz-Arndt-Medaille
- 1965 Erinnerungsmedaille 20. Jahrestag Demokratische Bodenreform
- 1965 Silberne Ehrennadel der Gesellschaft zur Verbreitung wissenschaftlicher Kenntnisse

## Darstellung Schicks in der bildenden Kunst
- Friederun Bondzin: Prof. Dr. Rudolf Schick (1966, Öl, 125 × 95 cm)[3]